# Valoració contingent
La valoració contingent és una tècnica per a estimar el valor monetari d'un bé o servei que no té un mercat mitjançant enquestes. És un mètode utilitzat especialment aplicat als béns públics. No està exempt de controvèrsia. Està acceptat com a vàlid per la Unió Europea i els Estats Units.
Consisteix a fer una enquesta sobre les preferències sobre els béns en qüestió i les seues alternatives. Després s'analitzen els resultats concloent un valor econòmic (monetari) d'aquests béns.
Unes persones investigadores aplicaren un algoritme informàtic semiparamètric, concretament l'algoritme DARWIN, per a predir els resultats de l'aplicació d'aquest mètode.